# IC 1288
IC 1288 је спирална галаксија у сазвјежђу Лира која се налази на листи објеката дубоког неба у Индекс каталогу.
Деклинација објекта је + 39° 42' 50" а ректасцензија 18h 29m 22,5s. Привидна величина (магнитуда) објекта IC 1288 износи 13,4 а фотографска магнитуда 14,3. IC 1288 је још познат и под ознакама UGC 11256, MCG 7-38-7, CGCG 228-9, IRAS 18276+3940, PGC 61941.